# 齋藤武幸

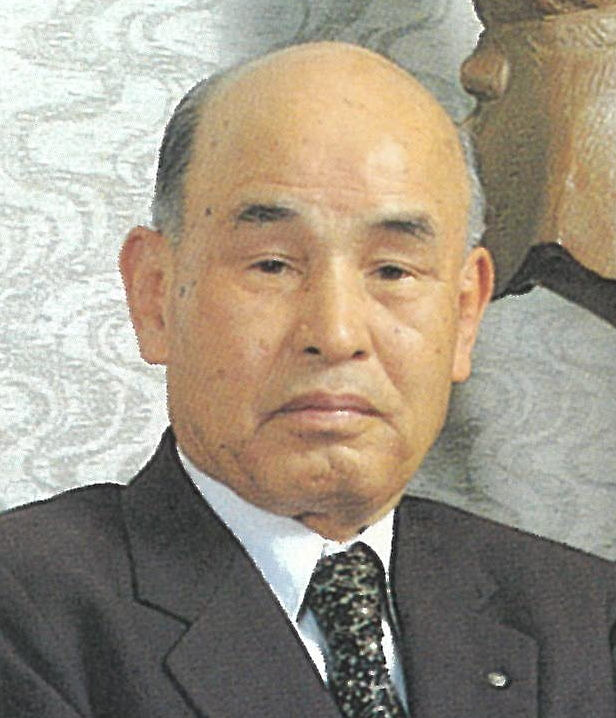
齋藤 武幸

齋藤 武幸（さいとう たけゆき、1904年1月 - 2002年3月13日）は、日本の実業家、住友建設（現：三井住友建設）株式会社の初代社長、会長。
住友建設株式会社は，住友の源流である1691（元禄4）年に開坑した愛媛県新居浜の別子銅山の、その土木部門の流れを汲む井華鉱業株式会社の工作部から独立した別子建設事業所を前身とした建設会社である。

## 会社の代表期間および成長
齋藤は、別子建設事業所、別子建設、住友建設の会社代表（経営責任者、会長時代を含む）を1947（昭和22）年12月から1990（平成2）年10月まで連続43年間務めた。この年数は、我が国の株式会社の代表の就任期間において有数の長期間である。
別子建設・住友建設の売上げは、創立初年（1950（昭和25）年）は5億円であったが、1990（平成2）年には3,600億円となり、40年間で700倍に伸び、成長した。これはひとえに齋藤の手腕の賜物といえる。

## 生涯

### 住友別子鉱山株式会社入社
齋藤は、九州帝国大学在学時の恩師 林 桂一教授の紹介により、1928（昭和3）年、大学卒業後ただちに住友別子鉱山（株）に入社した。入社して最初の仕事は、ペテルゼン式硫酸製造工場建設の設計であった。当時、ペテルゼン式硫酸製造装置の技術は、明治から問題となっていた銅精錬に伴って発生する公害（鉱毒煙害）を解決する技術として、導入された。1934（昭和9）年、三菱鉱業（株）直島製煉所の硫酸製造工場の建設に、齋藤は現場所長として建設にあたった。

### 別子建設の創立まで
住友別子鉱山（株）は、1937（昭和12）年6月、住友炭鉱（株）と合併し、住友鉱業（株）と改称した。戦後、連合国軍最高司令官総司令部（GHQ）が財閥解体政策をなすなか、1946（昭和21）年1月、住友鉱業（株）は、財閥商号の使用禁止を待たず、井華（せいか）鉱業（株）と改称した。同社にて齋藤が、別子鉱業所長代理兼工作部長を務めていたとき、経営の合理化を図るため、会社上層部から事業部の分割、再建整備（リストラ）を突き付けられた。工作部総人員800人の長であった齋藤は、部下と協議し、新事業体を創って独立する道を選び、1947（昭和22）年12月、別子建設事業所として産声を上げた。この新生会社に参加したのは146人で、齋藤は経営責任者を担った。創業時は、住友グループからの工事受注は皆無のうえ、財政的な援助も得られず、苦しい船出であったと述べている。発足した別子建設事業所の記念すべき最初の工事受注は、青野海運株式会社（愛媛県新居浜市）の事務所建設であった。1950（昭和25）年3月、企業再建整備法の認可を得て、別子建設事業所は、別子建設（株）として新発足し、社長を齋藤が務めた。

### プレストレストコンクリートへの傾注
戦後の混乱期に発足した齋藤社長率いる別子建設は、会社の基盤が弱く、社業を伸ばしていくためには、他業者より抜きんでた特有技術を磨くことが不可欠であると強く認識した。その主な特有技術は、①ペテルゼン式硫酸工場、②立坑開削技術、③プレストレストコンクリート（以下、PC） であった。1951（昭和26）年、PCの実用化のトップを切ったフレシネー工法が、我が国に技術導入された。別子建設は、いちはやくPCの技術に着目し、1953（昭和28）年3月、愛媛県磯浦工場内にPCの試験設備を作り、プレテンション方式のPC矢板の試作ならびに同方式による橋桁試作を開始した。PC矢板試作品は別子鉱業所の坑内補強で試用し、一方、橋桁は別子鉱業所講堂前の小川に試作橋として架設した。こうした初期の試作、テストを重ねたのち、1954（昭和29）年6月、愛媛県新居浜にPC工場を建設、プレテンション矢板の連続出荷ならびにプレテンション橋桁製造体制ができあがり、受注生産に入った。1955（昭和30）年5月には、フレシネー工法の日本における実施権者である極東鋼弦コンクリート振興（株）と再実施権を契約し、愛媛県新居浜市に、別子建設にとって初となるポストテンション方式の宮西橋を架設した（1955（昭和30）年6月竣工）。架設中は、四国各県の橋梁関係者を集めて見学会を開催したほど、当時の業界の注目を集めたものであった。さらに1956（昭和31）年12月神奈川県相模原市、1960（昭和35）年7月佐賀県神埼郡三田川村、1962（昭和37）年7月滋賀県神崎郡能登川町にそれぞれPC工場を開設し、各地方におけるPC部材の供給態勢を整えた。

### PCの建築への応用

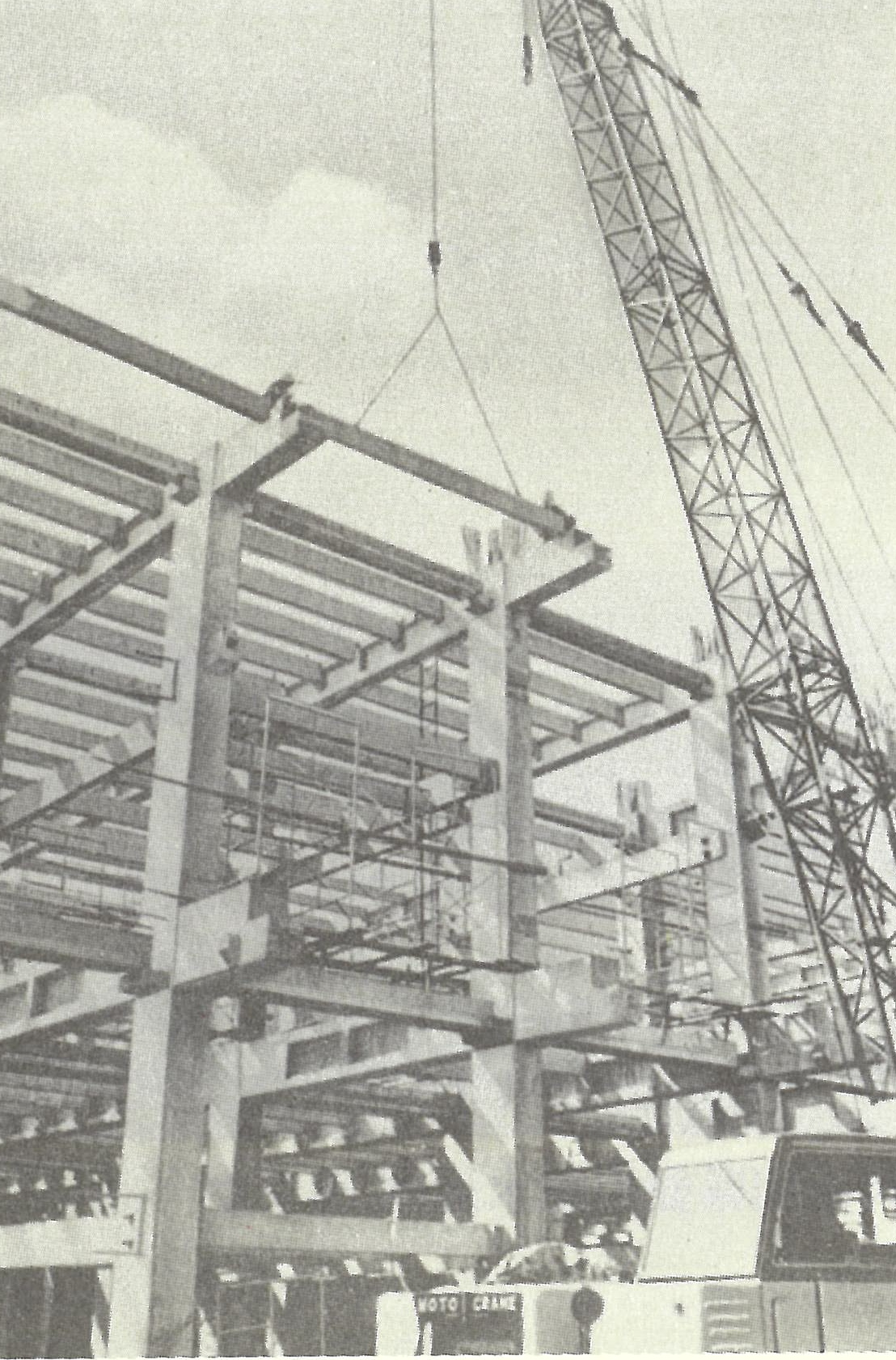
施工中の国鉄大井工場車体修繕場

別子建設は、PCを建築に応用する分野への進出を早くから計画し、その研究に取り組んだ。1957（昭和32）年、別子建設の相模原PC工場建設にあたって研究の成果であるPCの建築への応用に成功した。この経験をもとに、1957（昭和32）年の住友ベークライト京都工場、1960（昭和35）年の鉄道技術研究所実験棟、後楽園遊園地の屋内催し場、1961（昭和36）年の日本金属工業相模原工場ほか各種工場、研究所実験棟、体育館、役所庁舎など相次いでPC工法で完成、PC建築の普及に先鞭をつけた。とりわけ、1962（昭和37）年から1966（昭和41）年にかけて国鉄大井工場車体修繕場建築工事を施工したが、これは延床面積30,000m2というPC建築物としては最大規模のもので、技術力を遺憾なく発揮したものであった。1959（昭和34）年7月～11月に施工した日本レイオバック乾電池蒲田工場は、ダブルTスラブを使用したPC構造の建物で、梁間21.6m×桁行60.0mである。この工事は関係各方面から注目され、完成直前の1959（昭和34）年10月にPC技術協会主催の見学会が行われた。

### 我が国へのディビダーク工法の導入

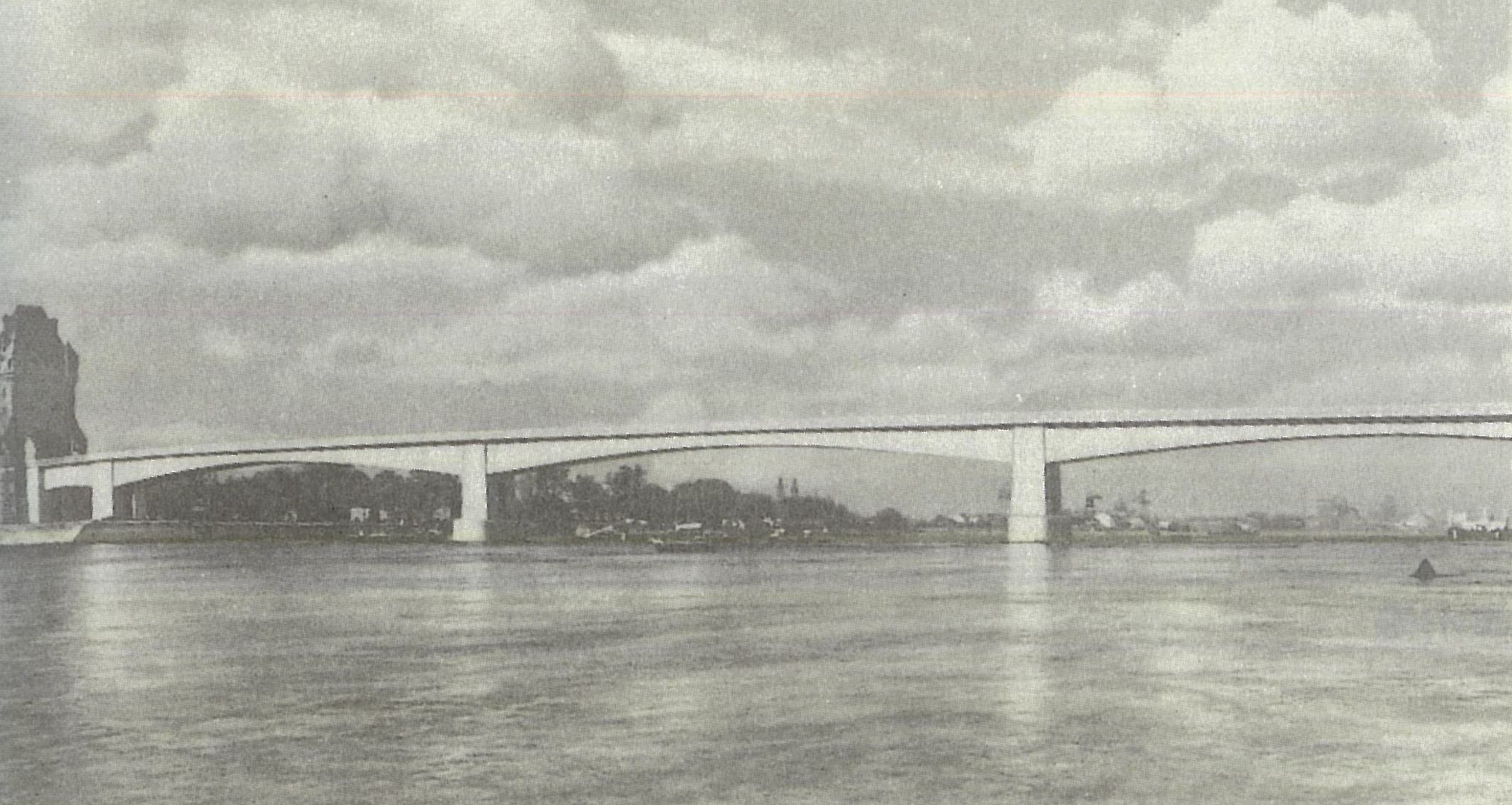
ヴォルム橋

齋藤は日本と同じ敗戦国のドイツの復興状況に興味があり、1952（昭和27）年8月から40日間、西ドイツをはじめとする欧州諸国の建設技術の視察のため、訪欧した。そのとき、西ドイツのライン河で、支間114mのプレストレストコンクリート橋が、架設用の足場もなしに架設しているのをたまたま目の当たりにし、衝撃を受けた。それがウーリッヒ・フィンスターバルダー（Urlich Finsterwalder）博士が発明したディビダーク工法（張出し架設）によるヴォルム（Worms）橋であった。
齋藤はすぐさま現場の技師に問うと、施工者はディッカーホフ・ウント・ヴィドマン合資会社（Dyckerhoff & Widmann AG＝ディビダーク（D&W）社、現Dywidag-Systems International社）であると教えられた。そのときの技師がケルン博士だった。齋藤は、天の啓示を受けたがごとく、すぐミュンヘンにあるディビダーク社を訪問し、ディビダーク工法を日本に技術導入できないか打診した。翌1953（昭和28）年に齋藤は中島儀八（当時取締役）をミュンヘンに派遣し、この工法の調査研究を指示した。ディビダーク社と交渉したところ、技術供与する条件として、①張出し仮設中にカップリングしながら緊張力を導入していくための高張力（80kgf/mm2）のPC鋼棒が日本で製造できること、②日本においてPCに関するフレシネーの原理特許があるなか、ディビダーク工法の需要が見込めるのか、を挙げた。
①は、同じ住友グループである住友電工に依頼し、同社が対応することになり、数年間の研究開発の末、ディビダーク社が満足するようなPC鋼棒の試作に成功した。②は、フレシネーの原理特許が有効期限を迎えたこと、および神奈川県が、相模湖に橋を架設する計画をしており、本工法の採用に積極的に応じたこと。これらにより、条件をクリヤし、1958（昭和33）年8月、住友電工にディビダーク工法の日本と極東の実施権が与えられ、別子建設は再実施権を取得した。なお、実施許諾の対象は、張出し架設工法のみでなく、PC鋼棒を使用する工事全般に関するものであった。

### 嵐山橋の建設

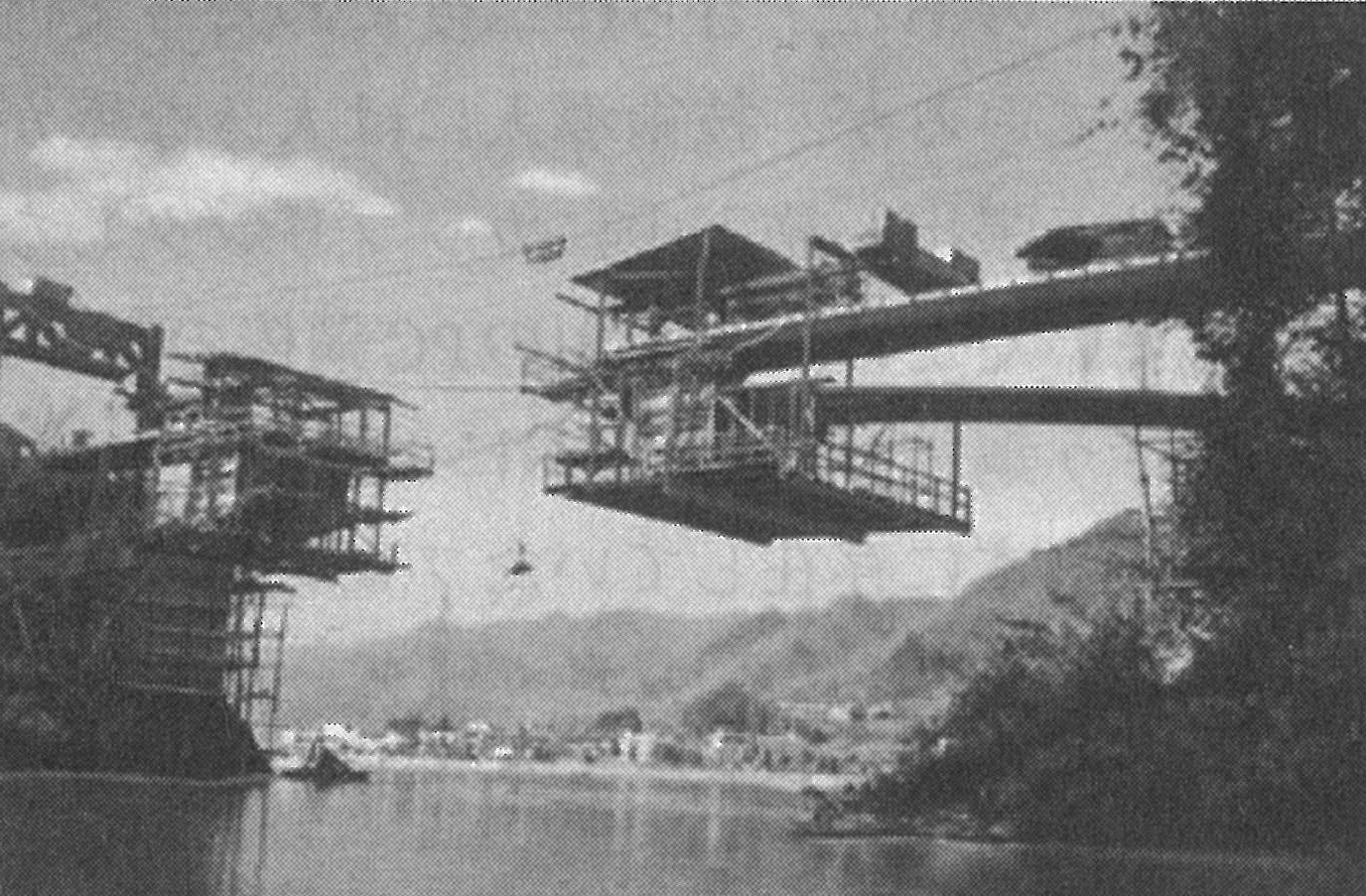
嵐山橋の架設

ディビダーク工法の再実施権を与えられた別子建設は、1958（昭和33）年5月、神奈川県より相模湖の嵐山橋の架設工事を受注し、着手した。我が国初のディビダーク方式による張出し架設となる嵐山橋は、それまでの鉄筋コンクリート橋の最大支間実績40mをはるかに超える支間51mであった。1958（昭和33）年8月にドイツからハインツ・ペーター・ショルツ技師とアロイス・ゲオルグ・マルヘッティ職長が来日し、現場にて3ヶ月間の技術指導を行った。現場所長は今井勤である。今井はのちに最初一週間かかっていた施工が最後には4日になったと記している。1958（昭和33）年5月～1959（昭和34）年3月の工期中、社会からの注目度がたいへん高く、建設省、地方自治体、土木学会、大学など関係筋からの見学者が毎日のように訪れた。神奈川県全建協支部にいたっては370名の見学者が来たと記録にある。
この技術導入が、いかに当時国をあげたプロジェクトであったのかをうかがい知るものが、1958（昭和33）年12月の別子建設月報である。嵐山橋の建設に寄せて米田正文建設技官、坂 静雄京都大学教授（のちの別子建設技術研究所の初代所長）、水野高明九州大学教授、横道英雄北海道大学教授、國分正胤東京大学教授が寄稿されている。國分教授は当時の学生を連れて現場を見学しており、そのなかには池田尚治（のちの横浜国立大学教授）、長瀧重義（のちの東京工業大学教授）がいたとのことである。齋藤武幸の執念が日本の戦後復興に大きく貢献したといえよう。

### 技術研究所の設置
別子建設は、1960（昭和35）年4月、建築学の権威 坂静雄博士を所長、地質工学研究者として著名な黒田偉夫を副所長に迎え、技術研究所を設置した。技術研究所の発足当時の主な研究実績は、以下のとおり。
- 西条市体育館吊屋根模型実験（1960（昭和35）年）
- 米神橋（日本で初のカーブ橋）の応力測定（1960（昭和35）年）
- 佐賀県体育館工事における新工法の開発（SWAストランド使用ねじ定着工法）（1961（昭和36）年）
- ディビダーク橋応力測定（寺地橋、渋谷高架橋、名田橋）（1961（昭和36）年）
- 東海道新幹線PC枕木試作（1962（昭和37）年）
- ピロン併用によるディビダーク工法現場実験（報徳橋）（1963（昭和38）年）

別子建設では、1961（昭和36）年に制定した技術研究考案取扱規則による業務上の優秀な研究、考案について審査のうえ表彰する制度と相まって、社員の研究意欲が高まり、技術力強化が進んだ。

### 吊屋根構造の建造物の建築

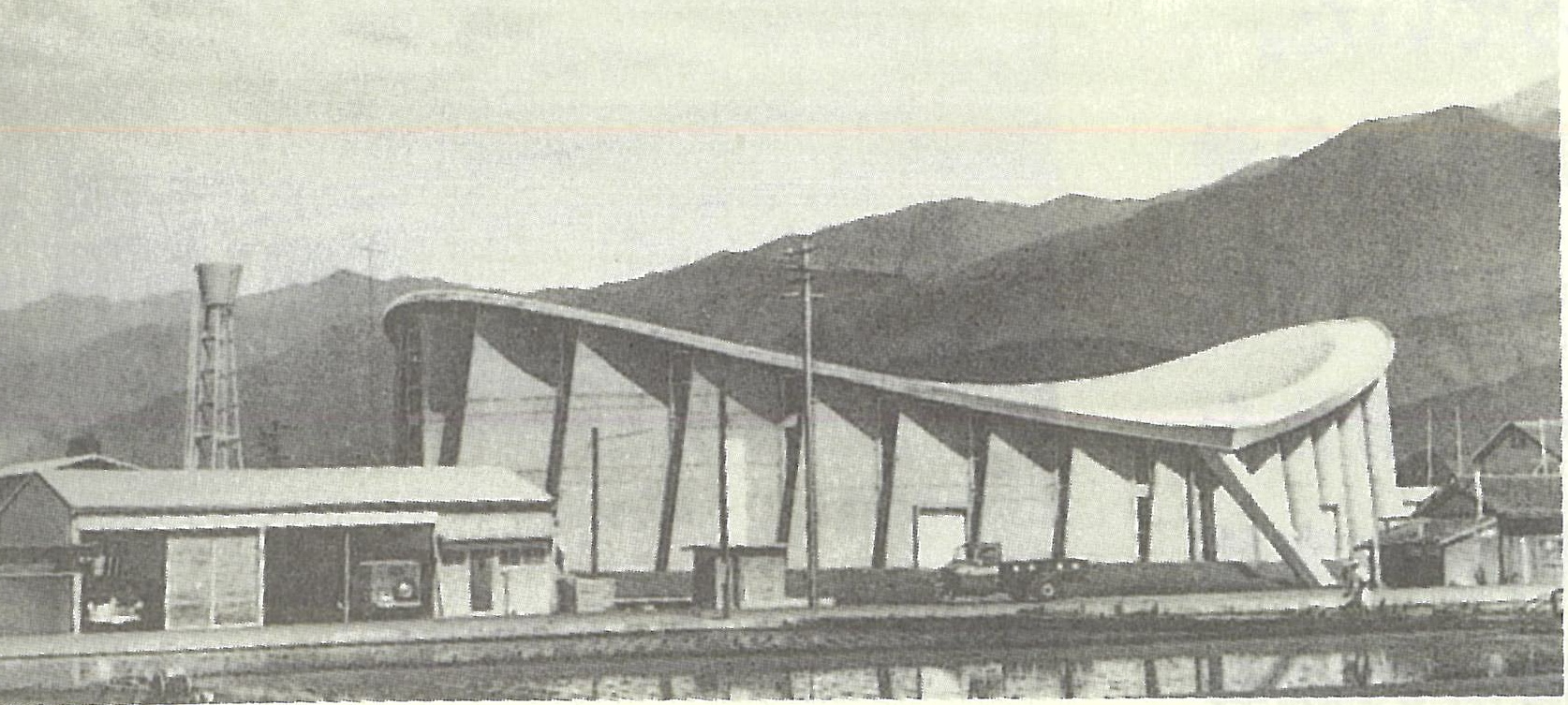
西条市体育館

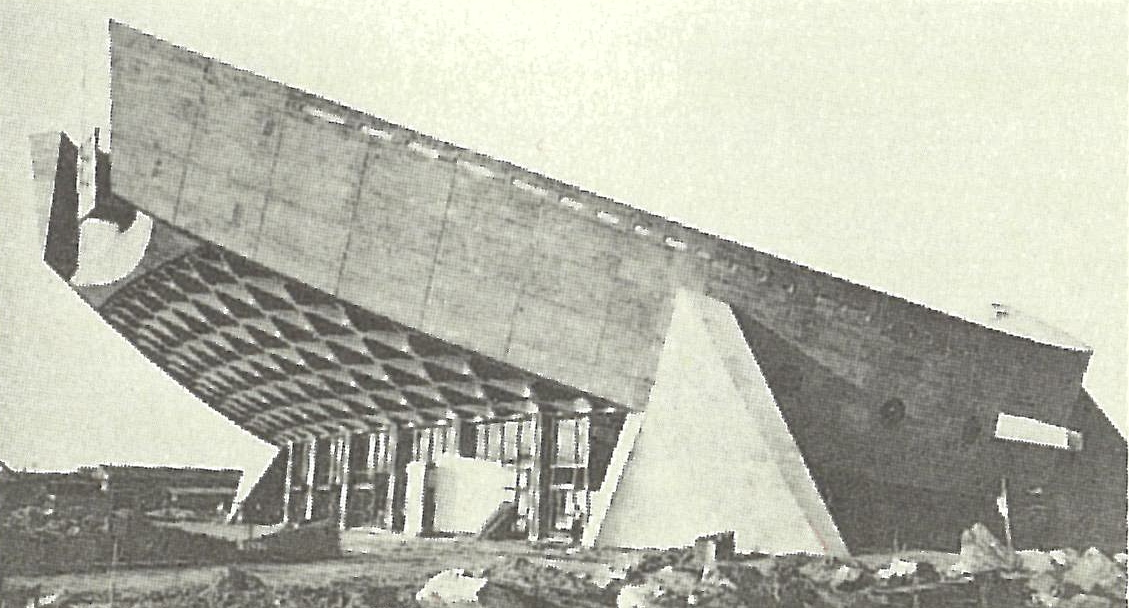
香川県体育館

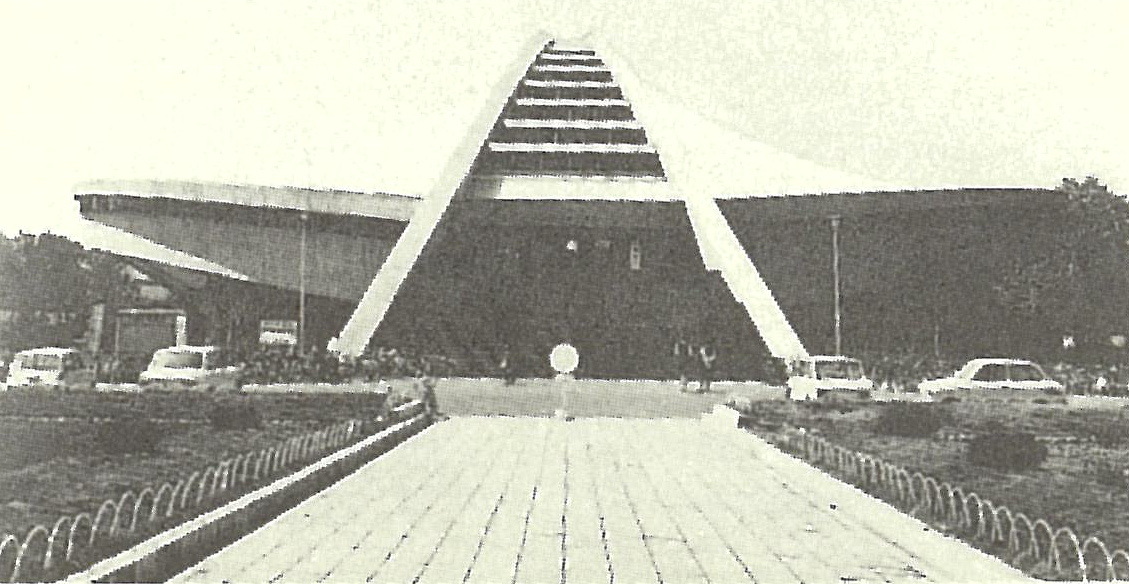
盛岡体育館

別子建設では、PC吊屋根構造の体育館の建設工事を、1960（昭和35）年の西条市体育館を皮切りに、1963（昭和38）年に佐賀県体育館、高松の香川県体育館、1966（昭和41）年に盛岡体育館を竣工した。このうち、香川県体育館は、丹下健三が設計したユニークな船形をした構造で、特に吊屋根の構造は鞍型シェルで象徴されるように全体が曲面と曲面の組合せで構成されており、PC鋼棒の配置も極度に複雑化したものであった。西条市体育館では、PC鋼棒を吊り渡してその上に屋根板を並べるという工法を用いた。しかし、建築構造が複雑化するにつれ従来工法ではPC鋼棒の継手が邪魔になってきたため、住友建設独自の技術でフィッティングと称する、ストランドをねじ定着する工法を編み出し、香川県体育館以降の体育館工事に採用した。

### 公益信託齋藤記念プレストレスト・コンクリート技術研究奨励基金の創設
1977（昭和52）年、「公益信託齋藤記念プレストレスト・コンクリート技術研究奨励基金」が我が国最初の公益信託として建設省から許可され、運用された。この基金は、齋藤が住友信託銀行に委託し、公益活動を行うものであり、内容は、プレストレスト・コンクリート技術およびその関連技術の研究に携わるもの、上記技術の調査・研究のための国際交流への助成を行うもので、毎年主要大学、研究所およびPC業界から募集し、審査決定し、1月に贈呈式を行った。基金は、齋藤が出捐した1,000万円とその利息で賄った。

### ロータリー運動
齋藤は、ロータリー運動に熱心で、1979（昭和54）年7月から1980（昭和55）年6月まで、国際ロータリー第二五八地区のガバナーを務めた。その1年間において、沖縄、グァム、サイパンを含む地区内85のロータリークラブへの公式訪問をはじめとして、会議、会合、行事への参加出席は200回を超えたと著書に書いている。1980（昭和55）年3月に、齋藤はガバナーとして、東京で開催された国際ロータリー創立75周年記念式典および第二五八地区の年次大会に臨み、明仁皇太子（第125代天皇）・美智子妃殿下ご臨席のもと開催を成功裡に遂行した。「超我の奉仕」をモットーとするロータリー活動は、得難い貴重な経験であったと述懐している。

## 年譜
- 1904（明治37）年1月　福岡県宮田町に生まれる。
- 1917（大正6）年4月　福岡県飯塚市の嘉穂中学に入学。
- 1922（大正11）年4月　新設された旧制福岡高等学校に第一回生として入学。中学、高校では、同級生に山本光雄（後の古代ギリシャ哲学研究の権威）がおり、齋藤は山本を竹馬の友と評している[3]。 齋藤は、高校、大学時代は、陸上競技部に在部した。高校の陸上競技部同級生に中村俊一（後の逓信省事務次官）、他校（佐賀高校）の陸上競技部同級生に池田直（後の佐賀県知事）がおり、親交する。高校の同級生の倉田興人（後の三井鉱山会長）は、柔道部におり、親友であったと述べている[3]。
- 1925（大正14）年3月　福岡高等学校を卒業。
- 1928（昭和3）年3月　九州帝国大学工学部土木工学科卒業。  大学の同級生に西畑正倫（土木科、後の首都高速道路公団理事）、松尾静磨（松尾は機械科、齋藤は土木科、後の日本航空会長）、米田正文（土木科、後の建設省事務次官、参議院議員）がおり、親交を結ぶ[3]。
- 1928（昭和3）年4月　住友別子鉱山（株）に入社。
- 1947（昭和22）年12月　井華鉱業（株）の直轄事業所として別子建設事業所を発足させた。齋藤は、経営責任者。
- 1950（昭和25）年3月　別子建設（株）を創立し、齋藤が取締役社長に就任。
- 1962（昭和37）年10月　別子建設（株）と（株）勝呂組が対等合併し、住友建設（株）に商号変更。取締役社長に引き続き就任。
- 1965（昭和40）年7月　建設大臣賞を受賞。
- 1975（昭和50）年5月　住友建設 取締役会長に就任。
- 1978（昭和53）年1月　公益信託齋藤記念プレストレスト・コンクリート技術研究奨励基金を創設。
- 1979（昭和54）年7月～1980（昭和55）年6月　国際ロータリー第二五八地区のガバナーを務める[3]。
- 1990（平成2）年10月　取締役会長を退任し、取締役相談役になる。
- 1992（平成4）年6月　取締役相談役を退任。
- 2002（平成14）年3月13日　逝去。

## 栄典
- 1966（昭和41）年10月15日　黄綬褒章 受章
- 1975（昭和50）年11月13日　勲三等瑞宝章 受章

## 人との交流関係
齋藤には幅広い知己との交流があった。中学、高校、大学の同級生とは生涯のつきあいがあり、大学の恩師や住友に入社してからの上司とは、事業の運営等に関して薫陶を受けるなど、影響を受けた。また、齋藤が経営者になったのちは、受注工事を生業とする建設会社の事業発展が、多くの人々によって支えられた。その節目で齋藤と深く縁のあった人々との出会い、交流を、齋藤は著書「明治から平成へ―”住友”と共に六十年―」に詳述している。主な人々との交流を以下23名について要約して列挙する。
1. 小倉 正恒　大正～昭和戦前に住友本社の支配人、総理事を務めた人物。齋藤が別子建設を築いた頃、物心両面より支えられた。小倉の東京吉祥寺にある住居の邸内離れを、別子建設は、社宅として借用した。
2. 林  桂一　齋藤の九州大学工学部在籍時の恩師。林は、1903（明治36）年、京都帝国大学土木科を卒業し、別子銅山の土木課に就職した。1912（明治45）年、九州大学に工学部が創設したとき、林は、助教授として迎えられた。齋藤は、大学を卒業して住友別子鉱山に就職したのは、林の紹介があってこそであった。齋藤は、大学在籍時はもとより入社後も折につけ、林の自宅を訪問し、薫陶を受けた。
3. 三村 起一 三村は、住友鉱業社長、住友本社理事をはじめ、石油資源開発会長、石油開発公団総裁等を務めた人物。齋藤は、1932（昭和7）年から三村の亡くなる1972（昭和47）年まで公私にわたって厚誼をいただき、会社の事業運営についても指導を賜ったと記している[3]。
4. 山中 義貞　山中は、愛媛新聞社長、南海放送社長を務めた人物。南海放送創立時、齋藤は同社の取締役を務めた。山中が理事長を務めていた宇摩郡疎水組合が発注した銅山川疎水隧道工事を、別子建設事業所が受注し、施工した。その工事は、銅山川から宇摩平野に取水するため、延長2.6kmの隧道を掘る工事で、岩石が硬く、湧水もあり、難工事であったが完工した。山中と齋藤とは、40年間、公私にわたるつき合いをした。
5. ペテルゼン父子　フーゴー・ペテルゼン（Hugo Petersen）は、ペテルゼン式造酸装置を発明したドイツの化学者。我が国では明治より銅精錬にともない発生する亜硫酸ガスを含んだ排煙が、農作物に被害を与えており、大きな公害問題となっていた。1929（昭和4）年、住友別子鉱山（株）の経営責任者の鷲尾勘解治（わしお かげじ）が、鉱毒煙害に対処すべく、愛媛県四阪島の製煉所においてペテルゼン式硝酸式硫酸製造装置の採用を決定し、フーゴー・ペテルゼンに来日を要請し、建設工事の指導や助言を受けながら、工場を建設した。さらには1939（昭和14）年に中和工場を建設した。これにより、銅原料である含同硫化鉱のなかに含まれる約40%の硫黄分をほぼすべて硫酸として回収することができ、長年にわたり苦しめられていた煙害を根絶した。 　ペテルゼン式硫酸製造装置の技術導入は、四阪島で成功したあと、1929（昭和4）年から1950（昭和25）年まで、東亞合成（旧矢作水力）、三菱金属（直島）、宇部興産、東洋レーヨン（石山）、日本製鉄（釜石）、ラサ工業（宮古）、石原産業（四日市）、東北肥料（秋田）、日東化学（横浜）などから、住友別子鉱山および別子建設事業所が特命で受注し、硫酸工場を建設した。ペテルゼン式硫酸工場の建設は、別子建設の独壇場であった。  　1951（昭和26）年、住友系各社がフーゴー・ペテルゼンの息子のゲルト・ペテルゼン工学博士（Dr.-Ing Gerd Petersen）を来日に招き、改良されて一段と効率が良く、しかも建設費が安い「新ペテルゼン式」の技術導入の協定を結んだ。協定に基づく特許の実施権者は別子鉱業（現住友金属鉱山）、施工を担当する再実施権者は四国機械（現住友重機械工業）および別子建設（現三井住友建設）になった。  　齋藤は、1952（昭和27）年、訪欧した際、ドイツにてゲルト・ペテルゼン夫妻およびフーゴー・ペテルゼンから心のこもった歓待を受けた。齋藤は、そのとき、「ペテルゼン父子は、日本および日本人に対してたいへん好感を持たれていて、なかでも住友に対する信頼と友情は揺るぎないもので、真実に感激させられた。」と述懐している[3]。
6. 西村 英一　西村は、1948（昭和23）年、運輸省を退官し、1949（昭和24）年に衆議院議員となり、その後、建設大臣を務めた政治家。1971（昭和46）年、住友建設の海外工事第1号のタイのトンブリ橋建設工事を受注するに際し、建設大臣だった西村は、建設費の半分を占める円借款の協定成立に尽力した。1972（昭和47）年、西村が（社）全国治水砂防協会会長に就任後も、砂防会館別館の施工を住友建設が行うなど、交流が続いた。
7. 池田 直　齋藤は、福岡高校、大学と陸上競技に熱中し、佐賀に住み佐賀高校にいた池田も同時代に陸上競技をしており、互いの学校は、交歓試合をしていた。池田が佐賀県知事だったとき行った地域振興のための企業誘致に、別子建設が応え、佐賀県三田村にPC工場を建設し、操業を開始した。その後も、佐賀県において、住友建設は、名護屋大橋、外津橋（共に土木学会田中賞受賞）、佐賀県立博物館、九州陶磁文化館（建築業協会賞受賞）、県立美術館を施工し、住友建設の技術が大きく評価された。
8. 前川 春雄　齋藤が別子建設の社長時代の1955（昭和30）年頃、資金繰りに苦労していたが、日本銀行高松支店長だった前川の力添えで四国の銀行から融資を受け、経営を軌道に載せることができた。その後も、財界人のサークルである「三水会」に、前川、齋藤はメンバーであり、交流は30年続いた。齋藤は、著書[3]にて、前川を刎頸の友と表している。
9. 日高 輝　日高が、住友総領事を務めた小倉正恒の娘：恒（つね）と結婚したことにより、小倉邸に出入りしていた齋藤と交流を持つようになった。別子建設は、戦後の創業期に、日本経済が自立しない時期にあって資金繰りに苦労していた。齋藤は、日本興業銀行の大阪駐在常務を務めていた日高を訪ね、窮状を訴えたところ、日高は融資を承知した。それを契機に、他の金融機関も融資に応じるようになり、別子建設の経営を軌道に載せることができた。その後も二人は共に、懇親の集まりである「三水会」のメンバーであったことより、交流は続いた。
10. 中村 俊一　齋藤と中村とは、1922（大正11）年、旧制福岡高等学校の第一回生として入学し、共に陸上競技部に席を置き、部活動に熱中し、深い友情を培った。中村は、京都大学卒業後、逓信省に入省し、1954（昭和29）年には事務次官に就任した。退官後、中村を齋藤は住友建設の顧問として招き、会社の営業面でおおいに活躍を見た。齋藤が社内の俳句の同好の士を集って睦月句会をつくり、俳人である中村俊一（俳号：中村春逸）に先生として指導を仰いだ。中村は、亡くなる1974（昭和49）年まで睦月句会に参加した。
11. 末光 千代太郎　齋藤より十年年長である末光は、伊予合同銀行頭取を務めた。戦後の財閥解体により、別子建設が住友の母体より離れ独立の一歩を踏み出したとき、苦難に満ちた草創期であったが、伊豫合同銀行は資金面でバックアップした。別子建設が、1958（昭和33）年、日本道路公団総裁の岸道三の要請を受け、東京日本橋の白木屋デパート前の一等地の不法占拠者を立ち退かせ、「浅野ビル」を建築することになった。末光が頭取であったときに伊豫銀行は、そこの立地条件の優秀さを評価し、融資した。そのおかげで竣工することができ、伊豫銀行東京支店をはじめとして、野村證券、富士製鐵（現：日本製鉄）、岩崎通信機、硫安興業協会等がテナントとして入居した。
12. 三木 武夫　三木武夫は、第66代内閣総理大臣を務めた。齋藤との交流は、三木の出身地徳島での後援者の子息を、齋藤が住友建設にしばらく預かったことに始まった。齋藤は、三木の希望により、日本の代表的建築家の一人である黒川紀章（住友建設顧問）を三木邸に招き、引き合わせた。
13. 大平 正芳　大平正芳は、第68、69代内閣総理大臣を務めた。齋藤が出張で、高松経由で本州に向かう船で、大平と何度か行き会い、挨拶を交わしたことで交流が始まった。香川県観音寺市の干拓工事が暗礁に乗り上げ、進まなかったとき、大平から、施工を引き継いでやってほしいと懇願され、齋藤が引き受け、8年後に竣工した。その後も親しいつき合いが続いた。
14. 倉田 興人　倉田興人は、三井鉱山の会長、社長を務めた。齋藤とは、旧制福岡高等学校の同級生であり、倉田は柔道部主将かつ砲丸投げの選手、齋藤は陸上競技部の選手であった。齋藤は倉田を親友中の親友と述べている[3]。大学卒業後、倉田は三井鉱山へ、齋藤は住友鉱業に入社した。戦後、齋藤は住友の母体を離れ、別子建設を設立したとき、喫緊の課題は、建設工事の受注であった。社長であった齋藤は、三井鉱山の倉田を訪ね、田川砿の第六坑道選炭設備や大牟田市を中心とする土建工事を受注した。
15. 西畑 正倫　西畑正倫は、満州鉄道に勤務し、戦後は衆議院の建設専門委員、首都高速道路公団理事を務めた後、（株）千代田コンサルタントを設立した人物。西畑と齋藤とは、九州帝国大学工学部土木工学科の同級生で、生涯の親友であった。1952（昭和27）年、西畑が齋藤を誘って欧州諸国を回ったとき、西ドイツのライン川で、架設中であった支間100m以上のプレストレスト・コンクリートのヴォルム橋をたまたまみつけた。ドイツ語が堪能である西畑は、この橋の施工会社ディッカーホフ・ウント・ヴィドマン社との技術導入交渉のきっかけを作り、齋藤は西畑をこの工法の技術導入の最大の功労者であると述べている[3]。
16. 神崎 丈二　神崎丈二は、1959（昭和34）年、首都高速道路公団の理事長を務め、オリンピック道路の建設という事業を遂行した。神崎と齋藤とは、夫人の縁で家族ぐるみのつき合いをする間柄であった。1963（昭和38）年11月12日、住友建設は、首都高速四号線千駄ヶ谷工区の建設現場で、橋桁が落下し、通行中の乗用車が下敷きになり、運転手が死亡するという事故が起きた。住友建設にとって創立以来の最大の危機であり、事後処理に最大限の努力を傾注した。発注者の首都公団の理事長に神崎がいたこともあり、住友建設に寛大な処置がとられ、信用回復の余地が残され、社運の衰退を防ぐことができた。
17. 十河 信二　十河信二は、第4代国鉄総裁（就任期間：1955（昭和30）年～1963（昭和38）年）である。東海道新幹線の父と言われる。1946（昭和21）年、十河が愛媛県西条市長だったとき、齋藤に西条の干拓工事を依願した。別子建設は、請負業を始めたばかりで諸般の態勢が幼かったため、齋藤は逡巡したが、十河の熱意にほだされ、工事を引き受けた。しかし、極めて難工事となり、1948（昭和23）年、締切工事の成功後、一昼夜にして高潮に見舞われ、築堤が決壊してしまった。その後、粒粒辛苦の末、完工したものの、当時の金額で300万円もの欠損を被った。その顛末について十河は負い目を感じたようであった。英国留学の経験もあった十河は、これからの枕木は弾力性、耐久性に優れたPC製がよいという考えを持っており、国鉄総裁だったとき、住友建設への新幹線のPC枕木の大量発注に結び付いた。
18. 大越 新　大越信は、常磐炭礦社長を務めた人物。別子建設が発足間もない頃、常磐炭礦からの選炭設備等の受注により、経営が支えられた。1952（昭和27）年、東京銀座に建てる常磐炭礦の近代的な本社ビルの建設を、別子建設が受注したことにより、同社の本格的なビル建設と東京進出の夢が実現された。その後も、大越とは公私共に交際が続いた。
19. 中村 豊　中村豊は、大越信の後を継いだ常磐興産の社長。中村と齋藤とは、年齢が近く、出身が隣県の佐賀ということもあり、公私にわたり35年間の親しいつき合いであったと述べている[3]。別子建設のPC工場を佐賀県三田川に建てたのは、当時の佐賀県知事の池田を、中村が齋藤に案内したことが契機となった。中村は、斜陽化しつつあった石炭産業にあって、常磐炭礦から湧出する鉱泉を活用して、大規模なレジャーランドの常磐ハワイアン・センター（現：スパリゾートハワイアンズ）を設立し、レジャー産業に転換した。
20. 松尾 静磨　松尾静磨は、戦後、民間航空の再建に取り組み、日本航空業界の父と言われる。日本航空の社長、会長を務めた。齋藤とは、九州帝国大学の同窓生（松尾は機械科、齋藤は土木科）であり、つき合いは生涯続いた。
21. 米田 正文　米田正文は、日本の内務および建設官僚であり、建設省事務次官を務めた。1959（昭和34）年に退官した後、参議院議員を3期15年務めた。米田と齋藤とは、九州帝国大学工学部土木工学科の同級生であり、60年間親交を続けた。
22. 蟻川 五二郎　蟻川五二郎は、日本銀行の熊本支店長や福岡銀行頭取を務めた人物。齋藤は結婚直後から、夫人の縁で蟻川と交流があった。また、別子建設の創業時、八代沿岸の埋立工事で資金繰りに苦労していたとき、蟻川の紹介により肥後銀行から資金の調達がかなった。蟻川と齋藤は、共にロータリー運動に熱心であるという共通項を持つ。
23. 山本 光雄　山本光雄は、我が国における古代ギリシャ哲学研究の権威。山本と齋藤とは、福岡県飯塚市の嘉穂中学および福岡高校の同級生。交流は永く続き、齋藤は、著書[3]において、山本を竹馬の友と書いている。

## 齋藤武幸（初代社長）以降の住友建設の歴代社長（任期）
- 第2代　武岡 達良（1975（昭和50）年5月～1976（昭和51）年6月）
- 第3代　堀川 富太郎（1976（昭和51）年6月～1984（昭和59）年6月）
- 第4代　楠本 昌造（1984（昭和59）年6月～1990（平成2）年10月）
- 第5代　産本 眞作（1990（平成2）年10月～1999（平成11）年6月）
- 第6代　辻本 均（1999（平成11）年6月～2003（平成15）年3月）

2003（平成15）年4月、三井建設と経営統合（合併）し、三井住友建設（株）に商号変更。

## 主な著書
- 『鉱業技術便覧』
- 『仕事の中から』
- 『総仕事の中から』
- 『虹をかける』住友建設株式会社、1985年12月

句集
- 『山茶花』
- 『春蘭』